# لشکری بن مردی
لَشکری بن مَردی از سرداران وشمگیر زیاری و از عوامل او در منطقه جبال بود.

## زندگی‌نامه
لشکری بن مردی، فردی گیلی‌تبار بود که ابتدا از سرداران ماکان کاکی و بعدتر از سرداران مرداویج بود و پس از او به خدمت وشمگیر درآمده بود. او از جانب وشمگیر حکومت نواحی همدان را برعهده داشت.

### حمله به آذربایجان
لشکری در سال ۳۲۶ قمری/۹۳۸ م. با سپاه بزرگی به منطقه آذربایجان حمله کرد و «دیسم بن ابراهیم کُرد»، حاکم آذربایجان، را شکست داد و اردبیل، که پایتختش بود، را تصرف نمود. لشکری در همان سال دست به حمله‌ای عظیم به قلمرو پادشاهی ارمنی واسپورکان زد.
دیسم پس از شکست‌های متوالی که از لشکری خود نزد وشمگیر رفته و کمک خواست. وشمگیر نیز حاضر شد در مقابل پرداخت صد هزار دینار خراج سالانه و تغییر خطبه به نام زیاریان و بازفرستادن سپاهیان و تأمین هزینه‌شان، به او کمک کند. پس از اینکه خبر توافق وشمگیر و دیسم به لشکری بن مردی رسید، او شخصی به نام «بلسوار بن مالک بن مسافر» را برای عذرخواهی نزد وشمگیر فرستاد. بلسوار، برادرزادهٔ محمد بن مسافر و پسرعموی مرزبان بن محمد بود که به لشکری بن مردی خدمت می‌کرد. وشمگیر عذر لشکری بن مردی را نپذیرفت؛ مدتی بعد دیسم سپاه لشکری بن مردی را در ارمنستان شکست داد و او را به قتل رسانید.